# Cá mọc lông

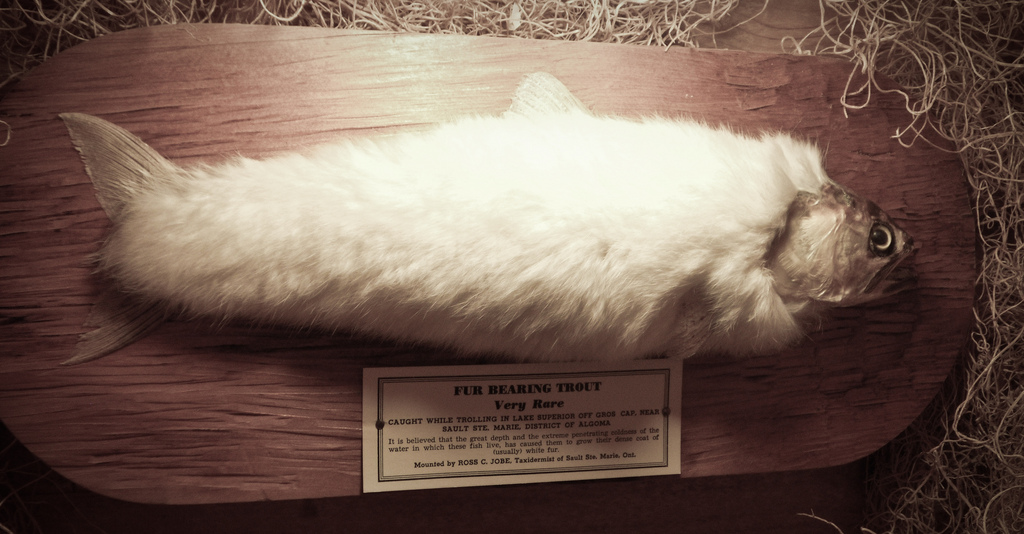
Mẫu vật cá mọc lông

Cá mọc lông hay cá hồi lông lá (tiếng Anh: furry trout hay Fur-bearing trout) là một sinh vật kỳ dị dạng cá nhưng có mọc lông được tìm thấy ở Bắc Mỹ và Băng Đảo. Loài cá mọc lông như động vật khiến các nhà khoa học vẫn chưa chưa thể tìm ra nguyên nhân chính xác. Loài Mirapinna esau là loài cá có thật được xem là có ngoại hình tương tự. Hiện vẫn chưa rõ nguyên nhân chính xác khiến một số loài cá mọc lông như động vật nhưng rõ ràng hình ảnh của các loài cá lạ vẫn khiến mọi người thấy tò mò.

## Ghi nhận
Một người Mỹ đã câu được một con cá mình đầy lông lá sống ở hồ Michigan vùng Wisconsin ở Mỹ. Con cá kì lạ này trừ phần đầu ra thì toàn bộ cơ thể đều mọc lông trắng như thỏ. Thực tế, đây không phải là lần đầu tiên có ghi chép về sự xuất hiện của loài cá đầy lông này. Vào thế kỉ 17, một người dân di cư từ Scotland sang Mỹ đã từng viết trong thư: Miền đất mới này có rất nhiều con cá mọc lông trên thân”. Sau đó, nội dung bức thư này được nhiều người biết đến và họ đã đặt tên cho loài cá lông lá này là Fur Bearing Trout. Họ cho rằng nếu thực sự cá có lông thì đó không hẳn là một điều tốt.

## Lý giải
Đã có giả thuyết cho rằng Bắc Mỹ là khu vực rất lạnh, đặc biệt khu vực hồ và sông tại đây nước thường có băng giá dẫn đến việc cá hồi phát triển thêm bộ lông dầy để giữ cho nhiệt độ cơ thể được ổn định. Một số khác thì cho rằng do chính phủ cho rắc một số hóa chất để phục hồi lượng tảo và rêu trong các hồ nước dẫn đến việc cá hồi bị mọc lông trên cơ thể. Đã có rất nhiều các nhà động vật học trên khắp thế giới tiến hành nghiên cứu về các loài cá có lông qua nhiều thập kỷ.
Trên lý thuyết, cá hồi không thể mọc lông nhưng trong thực tế, nếu thực sự cá có lông thì đó không hẳn là một điều tốt. Bởi phần lông đó không giúp chúng ấm áp hơn trong môi trường giá lạnh mà còn làm giảm tốc độ bơi của chúng, khiến chúng phải lãng phí một lượng năng lượng lớn.Nhiều nhà khoa học cho rằng, một số loài vi khuẩn và nấm mốc phát triển trong cơ thể loài cá hồi và phát triển ra ngoài giống như lông mao trên cơ thể. Sau khi các loại nấm và vi khuẩn phát triển khắp cơ thể cá hồi, chúng nhiễm độc nặng và chết, sau đó dạt vào bờ và khiến nhiều người cho rằng chúng có lông. 